# Markel Irizar
Markel Irizar Aranburu (ur. 2 lutego 1980 w Onati) – hiszpański kolarz szosowy, zawodnik profesjonalnej drużyny Trek-Segafredo.
W zawodowym peletonie jeździ od 2004 roku, jego największym sukcesem jest wygrana w Vuelta a Andalucía w 2011. Na swoim koncie ma w sumie ponad 10 startów we wszystkich trzech Wielkich Tourach, ale ponieważ zawsze jest pomocnikiem dla swoich liderów, w klasyfikacji generalnej zajmuje odległe miejsca. W 2008 startował w Tour de Pologne, w którym wywalczył 3. miejsce w klasyfikacji górskiej, ustępując tylko Jensowi Voigtowi i Markowi Rutkiewiczowi. 
Dobrze radzi sobie w jeździe indywidualnej na czas. W 2008 był bliski wygrania prologu Paryż-Nicea. Ostatecznie był drugi przegrywając tylko z Norwegiem Thorem Hushovdem.

## Najważniejsze zwycięstwa i sukcesy
2005
- 10. miejsce w mistrzostwach Hiszpanii w jeździe indywidualnej na czas

2008
- 9. miejsce w mistrzostwach Hiszpanii w jeździe indywidualnej na czas

2010
- 5. miejsce w Chrono des Nations

2011
- 1. miejsce w Vuelta a Andalucía
- 10. miejsce w Chrono des Nations

2013
- 9. miejsce w mistrzostwach Hiszpanii w jeździe indywidualnej na czas